# 2795 Lepage
2795 Lepage eller 1979 YM är en asteroid i huvudbältet som upptäcktes den 16 december 1979 av den belgiske astronomen Henri Debehogne och den brasilianske astronomen Edgar Rangel Netto vid La Silla-observatoriet. Den är uppkallad efter den belgiske matematikern Théophile Lepage.
Asteroiden har en diameter på ungefär 5 kilometer.